# Port lotniczy Xuzhou-Guanyin
Port lotniczy Xuzhou-Guanyin (IATA: XUZ, ICAO: ZSXZ) – port lotniczy obsługujący Xuzhou, w prowincji Jiangsu, w Chińskiej Republice Ludowej.

## Linie lotnicze i połączenia
| Linia Lotnicza          | Kierunek |
| ----------------------- | --- |
| Air Guilin              | 1. Guilin 2. Haikou |
| China Eastern Airlines  | 1. Ordos |
| China Express Airlines  | 1. Chongqing |
| China Southern Airlines | 1. Guangzhou 2. Jieyang 3. Nanning |
| GX Airlines             | 1. Changsha 2. Nanning 3. Yichang |
| Hainan Airlines         | 1. Hohhot 2. Shenzhen |
| Jiangxi Air             | 1. Nanchang |
| Loong Air               | 1. Changchun 2. Changsha 3. Dalian 4. Fuzhou 5. Guangzhou 6. Haikou 7. Harbin 8. Kunming 9. Quanzhou 10. Shenzhen 11. Urumczi 12. Yinchuan 13. Zhuhai |
| Lucky Air               | 1. Guiyang 2. Kunming |
| Shandong Airlines       | 1. Shenyang 2. Xiamen |
| Sichuan Airlines        | 1. Chengdu-Tianfu 2. Guiyang 3. Harbin 4. Kunming 5. Shenyang                                                                                         |
| Thai VietJet Air        | 1. Bangkok-Suvarnabhumi |
| Tianjin Airlines        | 1. Yulin (Shaanxi) |
| West Air                | 1. Chongqing 2. Harbin 3. Sanya |